# Bidessus toumodiensis
Bidessus toumodiensis är en skalbaggsart som beskrevs av Guignot 1939. Bidessus toumodiensis ingår i släktet Bidessus och familjen dykare. Inga underarter finns listade i Catalogue of Life.